# Georg Brunsig von Brun
Georg Brunsig von Brun (Sankt Goar, 8 novembre 1789 – Görlitz, 9 dicembre 1858) è stato un generale prussiano.

## Biografia

### I primi anni
Georg era figlio del capitano assiano Nikolaus Adam Wilhelm Brunsig von Brun e di sua moglie Karoline Wachter. Suo padre era nipote di Heinrich Wilhelm Brunsich, che aveva ricevuto il diploma di nobiltà nel 1780.

### La carriera militare
Von Brun entrò nel servizio dell'esercito assiano nel 1799, quando venne impiegato nel reggimento di suo padre e venne promosso sottotenente nel 1806. Dopo la guerra della Quarta Coalizione antifrancese e lo scioglimento dell'esercito assiano, von Brun decise di entrare dapprima nell'esercito prussiano, combattendo al fianco di Ferdinand von Schill come tenente del 1º reggimento di fanteria di linea nel 1809 nei pressi di Dobendorf e poi a Brunswick ed a Nossen. Nell'agosto del 1810, venne promosso capitano dell'8º reggimento di fanteria. In questa veste, Brun prese parte alla battaglia di Mozhaisk nel 1812 durante la campagna di Russia. Durante la ritirata si ammalò e venne ricoverato presso Koenigsberg sino alla sua guarigione. Prese parte all'assedio di Amburgo, combattendo poi a Sehestedt, a Göhrde ed a Vellahn. Venne insignito della medaglia di IV classe dell'Ordine russo di San Vladimiro per il valore personale dimostrato a Sehestedt.
Successivamente dal 31 marzo 1815 passò al 31º reggimento di fanteria dell'esercito prussiano col grado di capitano e comandante con anzianità al 7 aprile 1813. Nella battaglia di Wavre venne ferito e venne poi insignito della croce di ferro di II classe. Dopo la firma della pace, si trasferì nella guarnigione di Nordhausen dove ebbe dei contrasti col comandante del suo battaglione, von Natzmer. Di conseguenza, Brun fu condannato da una corte marziale alla reclusione in una fortezza per diversi anni. Prima della fine della sua pena detentiva, tuttavia, venne graziato e per ordine del gabinetto di stato venne aggregato al 29º reggimento Fanteria dal 26 luglio 1819. Dal momento che non ricopriva una posizione ufficiale, Brun si occupò di fornire validi suggerimenti per migliorare la scuola divisionale di Treviri. Dopo la morte del comandante Johann Bachofen von Echt, assunse il suo posto nella 16ª divisione il 19 maggio 1824. A metà giugno del 1825 venne trasferito al 10º reggimento di fanteria come comandante di compagnia più anziano, e lì fu promosso maggiore il 7 settembre 1828. Brun prestò servizio come direttore della scuola di divisione dell'11ª divisione dall'8 maggio 1829 al 29 marzo 1830 e poi come comandante del 1º battaglione nel 10º reggimento del Landwehr. Sette anni dopo si dimise dal 10º reggimento di fanteria per divenire tenente colonnello alla fine di marzo del 1840 ed il 25 marzo dell'anno successivo venne incaricato del comando del 5º reggimento fanteria. Il 13 gennaio 1842 venne nominato comandante del reggimento di stanza a Danzica ed il 7 aprile 1842 venne promosso al grado di colonnello. Dal 10 giugno 1846 al 10 aprile 1848 fu comandante della 9ª brigata di fanteria di stanza a Glogau. Brun tornò quindi a Treviri e ricevette il comando della 16ª brigata di fanteria. In questa posizione divenne maggiore generale il 10 maggio 1848.
Quando scoppiò la rivolta del Palatinato e quella del Baden, Brunn venne incaricato insieme ad altri ufficiali prussiani di reprimerli ed ottenne il comando della IV divisione, prendendo parte alle battaglie di Kirchheimbolanden , Waghäusel e Wiesenthal. Durante l'occupazione di Baden soggiornò a Karlsruhe. Il suo comportamento fu onorato il 20 settembre 1849 con l'assegnazione dell'Ordine Pour le Mérite da parte del re di Prussia. Brun ricevette inoltre la Gran Croce dell'Ordine del Leone di Zähringen dal granduca Leopoldo di Baden. Tornata la pace, fu per breve periodo comandante della 15ª brigata di fanteria per poi passare al comando della 13ª divisione a Münster dal 4 novembre 1851 ed ottenere il grado di tenente generale il 23 marzo 1852. Nel 1855 Brun festeggiò il suo 50º anniversario di servizio militare e si ritirò il 2 aprile 1857 per motivi di salute, ottenendo il grado di generale di fanteria. Nell'anniversario della battaglia di Kuppenheim il 30 giugno 1857, re Federico Guglielmo IV gli conferì la I classe dell'Ordine dell'Aquila rossa di Prussia con foglie di quercia.

## Matrimonio e figli
Brun sposò Henriette August Karoline Riemann (1798–1833). Dopo la sua morte si risposò con Mathilde Schulze (1812–1887). Il matrimonio produsse i seguenti figli:
- Caroline (n.1821), sposò nel 1864 William von Nordenflycht (1815–1866)
- Hermine (1823–1862), sposò nel 1846 William von Nordenflycht
- August Julius (1824–1905), maggiore generale prussiano
- Claudia, sposò l'arcidiacono evangelico Hergesell
- Lucie, infermiera durante la guerra austro-prussiana, nel 1866 ricevette la I classe dell'Ordine di Luisa di Prussia
- Hugo (n.1839)
- Ida (n.1840)
- Wilhelm Otto Ludwig Arthur (1845–1938), generale di fanteria prussiano
- Chiara (1846–1887)